# Nordanö
Nordanö – miejscowość (tätort) w Szwecji, w regionie administracyjnym (län) Dalarna, w gminie Avesta.
Według danych Szwedzkiego Urzędu Statystycznego liczba ludności wyniosła: 426 (31 grudnia 2015), 437 (31 grudnia 2018) i 440 (31 grudnia 2019).